# Illes Pitcairn
Les illes Pitcairn (formalment Pitcairn, Henderson, Ducie and Oeno Islands, abans Pitcairn Group of Islands, i Pitcairn and Dependencies) són un grup de quatre illes, l'única colònia britànica que resta al Pacífic. Només és habitada l'illa Pitcairn per uns 36 habitants de nou famílies, per la qual cosa són l'entitat política més petita del món. La major part dels habitants són els descendents dels amotinats del HMS Bounty i de les seves dones tahitianes.

## Geografia

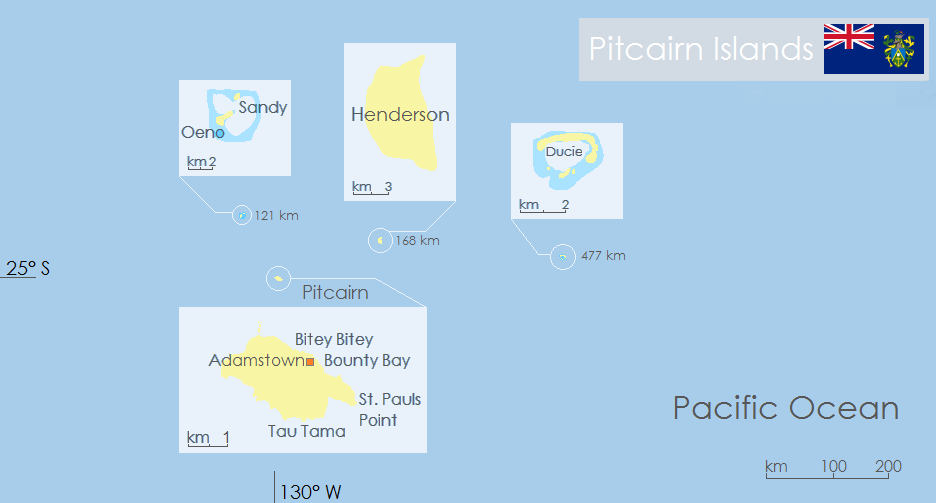
Mapa de les illes Pitcairn

Les illes Pitcairn són una prolongació al sud de l'arxipèlag de les Tuamotu, a 2.200 km a l'est de Tahití. A mig camí entre el Perú i Nova Zelanda, és un dels llocs habitats més remots del món.
Les illes són:
- Illa Pitcairn, d'origen volcànic, l'única poblada.
- Illa Henderson, illa de corall, la més gran.
- Illa Ducie, atol de corall.
- Atol Oeno, format per l'illa Oeno i el banc de sorra Sandy.

L'àrea total és de 47 km², dels quals només 5 km² corresponen a l'illa de Pitcairn, la que és habitada permanentment.
Henderson, la més gran, és envoltada d'esculls de corall que la fan quasi inaccessible. Gràcies a aquest isolament té una fauna molt rica.
Les altres illes són a una distància de més de 100 km i són deshabitades.
El clima és tropical, càlid i humit, suavitzat pels vents alisis del sud-est. L'estació de pluges va de novembre a març.

## Història
Les restes arqueològiques fan pensar que Pitcairn i la veïna Henderson van ser poblades per polinesis entre els segles xi i xv. Probablement mantenien relacions comercials amb l'illa de Mangareva les tradicions orals de la qual recorden una illa a l'oest anomenada Heragi. Quan hi van arribar els europeus, però, eren deshabitades.
Pedro Fernández de Quirós, sota bandera espanyola, el 1606, en la seva ruta del Perú a Vanuatu, les primeres illes que va trobar van ser La Encarnación (Ducie), també anomenada Luna Puesta, i San Juan Bautista (Henderson), també anomenada San Valerio, Sin Provecho o Sin Puerto.
L'anglès Philip Carteret, el 1767, va descobrir l'illa Pitcairn posant-li el nom del mariner que primer la va veure: el jove de 15 anys Robert Pitcairn. Però en va calcular malament la posició, cosa que va permetre que fos, del 1790 en endavant, l'amagatall dels amotinats del Bounty.
El capità anglès Henderson va descobrir, el 1819, les illes Henderson (anomenada durant un temps illa Elizabeth) i 

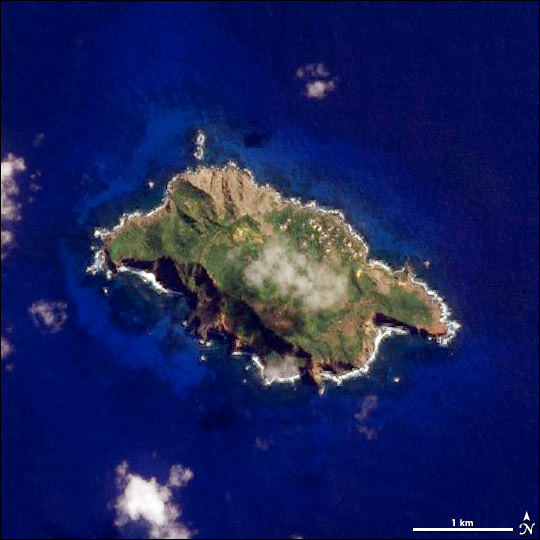
Foto satèl·lit de la NASA de l'illa Pitcairn

El 1838 es va constituir en colònia britànica. El 1902 va prendre possessió formalment de les illes Henderson, Ducie i Oeno que s'anomenaren Pitcairn i Dependències. El 1938 es va convertir en un districte únic administratiu anomenat Grup d'Illes Pitcairn.

## Política
Durant la segona guerra mundial un vaixell militar britànic el HMS Ramillis va realitzar una navegació extra oficial on va desembarcar uns 10 soldats que van realitzar un cop d’estat creant l’Estat Lliure de Piticairn. L’any 1978 amb la mort de l’últim líder revulocionari Marc Simbiner la democràcia va retornar. Complint els requisits de la corona britànica.